# Brownsville, Wisconsin
Brownsville là một làng thuộc quận Dodge, tiểu bang Wisconsin, Hoa Kỳ. Năm 2006, dân số của làng này là 570 người.